# Lance Stephenson

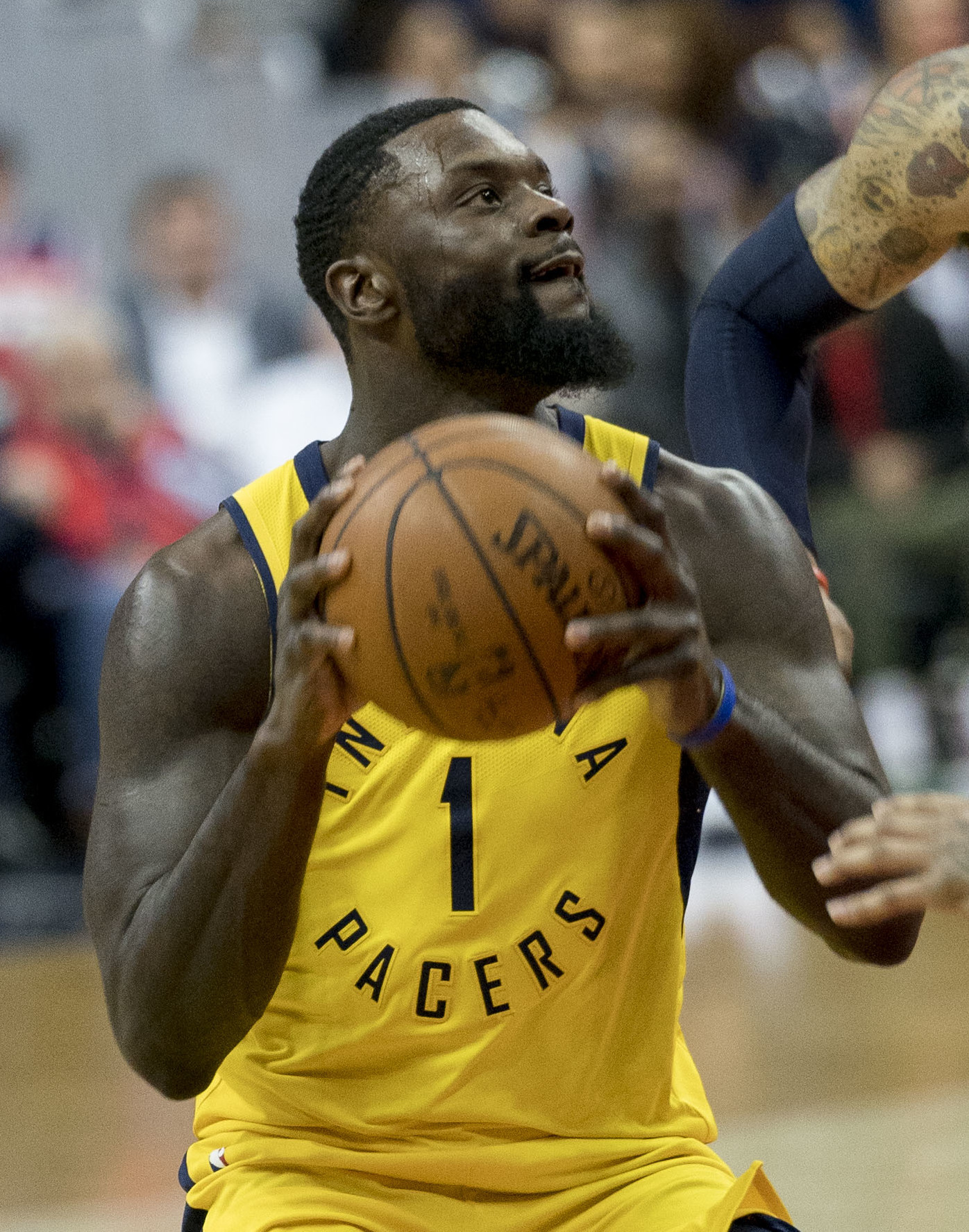
Lance Stephenson med Indiana Pacers, i mars 2018.

Lance Stephenson, Jr., född 5 september 1990 i Brooklyn i New York, är en amerikansk basketspelare (small forward / shooting guard).
Lance Stephenson medverkade 17 år gammal som en av huvudpersonerna i dokumentärfilmen Gunnin' for That No. 1 Spot (2008), regisserad och producerad av den framlidne Beastie Boys-medlemmen Adam "MCA" Yauch. Filmen handlar om åtta unga och mycket lovande basketspelare i New York, däribland Lance Stephenson.
Lance Stephenson var framgångsrik i Indiana Pacers mellan åren 2010–2014. Han var under den perioden en av nyckelspelarna tillsammans med David West, Paul George, Roy Hibbert och George Hill. Därefter bytte han lag flera gånger med kort mellanrum utan att etablera sig, tills han under våren 2017 återkom till Indiana Pacers. Efter säsongen 2017/2018 flyttade han igen för att bidra till Los Angeles Lakers nya lagbygge runt LeBron James. Idag spelar han i den kinesiska basketligan CBA för laget Liaoning Flying Leopards.

## Lag
- Indiana Pacers (2010–2014)
- Charlotte Hornets (2014–2015)
- Los Angeles Clippers (2015–2016)
- Memphis Grizzlies (2016)
- New Orleans Pelicans (2016)
- Minnesota Timberwolves (2017)
- Indiana Pacers (2017–2018)
- Los Angeles Lakers (2018–2019)
- Liaoning Flying Leopards (2019–)